# Delostichus smiti
Delostichus smiti är en loppart som beskrevs av Jameson et Fulk 1977. Delostichus smiti ingår i släktet Delostichus och familjen Rhopalopsyllidae. Inga underarter finns listade i Catalogue of Life.